# Ужава (река)
У́жава (устар. Хазау, Газау; латыш. Užava, Bumbuļupe, Dižupe, Mazkaibas upe, Mālupe, Zirgmežupe) — река в Латвии, течёт по территории Вентспилсского и Кулдигского краёв. Впадает в Балтийское море.
Длина — 67 км (по другим данным — 56 км). Начинается от слияния мелиоративных канав к восточнее населённого пункта Гудениеки в Гудениекской волости. От истока на Курмальском всхолмлении течёт по Априкской равнине Западно-Курсской возвышенности, далее — по Пиемарской и Вентавской равнинам Приморской низменности. В верхней половине преобладающим направлением течения является север, в нижней — северо-запад. Впадает в Балтийское море северо-западнее одноимённого села в Ужавской волости. Уклон — 0,7 м/км, падение — 46 м. Площадь водосборного бассейна — 601 км². Объём годового стока — 0,17 км³.
Основные притоки:
- правые: Гулясвалкс, Стирна, Маргава, Каулиня, Ванка, Теранде;
- левые: Берзкалнупе, Тиемене[8].